# Жаба азійська
Жаба азійська (Rana asiatica) — вид земноводних з роду Бура жаба родини Жаб'ячі.

## Опис
Загальна довжина сягає 8 см. Голова відносно вузька, кінець морди трохи загострений. Спинно-бічні складки згинаються у бік барабанної перетинки. Задні кінцівки вкорочені. Якщо скласти їх перпендикулярно осі тіла, то гомілковостопні суглоби дещо перекриваються. Якщо кінцівку витягнути вздовж тіла, то гомілковостопний суглоб досягає очей. Внутрішній п'ятковий горбок у середньому дорівнює 1/3 довжини першого пальця. Резонаторів у самців немає. Шлюбний мозоль на частини не розчленована. Шкіра гладенька, але на спині часто виражена горбистість, зернистості на боках немає.
Зверху бурого кольору різних відтінків, рідше червонуватого або золотаво-жовтуватого тону. Має вельми характерний малюнок з темних плям, які можуть зливатися, і світлої смуги уздовж середини спини. Горло біле. Присутня темна скронева пляма. Черево білого кольору, але нерідко переважно в задній частині забарвлено у червоний колір, особливо яскравий у період парування, іноді черево сіро—жовте. Низ кінцівок червонуватий, зрідка жовтуватий.

## Спосіб життя
Полюбляє лісові, степові, напівпустельні і пустельні райони на рівнині і в горах на висоті від 350 до 1000 м над рівнем моря. Через сухий клімат пов'язана з водоймами, зустрічаючись по берегах річок, озер, джерел, на заболочених ділянках, в сазах, на вологих луках, високогірних сиртах, а також на городах. Уникає швидкий річок. У сирих місцях може віддалятися від водойми на відстань до 500 м. Активна вранці і у сутінках, у горах вночі йде у воду.
Харчується переважно комахами, а також павуками, дощовими хробаками, молюсками. Пуголовки рослиноїдні, однак можуть споживати і тваринну їжу, зокрема мертвих пуголовків, жаб.
На зимівлю йде у вересні — першій половині листопада. Зимує переважно у джерелах, криницях, зарослих водоймах, а також на суші у норах гризунів, ямах, ущелинах ґрунту. Тривалість зимівлі на річці 4—5 місяців. Після сплячки з'являється при температурі повітря 9°С, води 6-7°С.
Тривалість життя в природі не менше 5 років.

## Розмноження
Парування починається з кінця лютого до середини квітня в залежності, у горах в першій половині липня. Як місця розмноження використовуються відкриті невеликі водойми. що добре прогріваються. Самці приходять до водойм першими. Шлюбні голоси у них дуже тихі, «концертів» не буває. Парування відбувається під водою і триває від 3 до 10 годин.
Період ікрометання охоплює 7—10 діб. Ікра відкладається зазвичай однією грудкою, але якщо самицю сполохати — то за 2—3 прийоми. У кладці 300–1700 ікринок діаметром близько 6—7 мм. Ікра може розвиватися навіть у солонуватій воді (о.Іссик-Куль).
Ембріональний розвиток триває близько 6—15 діб, розвиток личинок — 25-70 діб. Пуголовки зустрічаються до першої декади вересня. Перед метаморфозом вони досягають у довжину до 60 мм (з хвостом). На ротовом диску зубчики розташовані у 3 рядки вище дзьоба та у 4 рядки нижче його. Сеголетки з'являються наприкінці травня — до вересня при довжині тіла 8—20 мм.

## Поширення
Мешкає на північному сході Киргизстану, у південно-східному Казахстані та північному заході Китаю.